# Nachman Krochmal

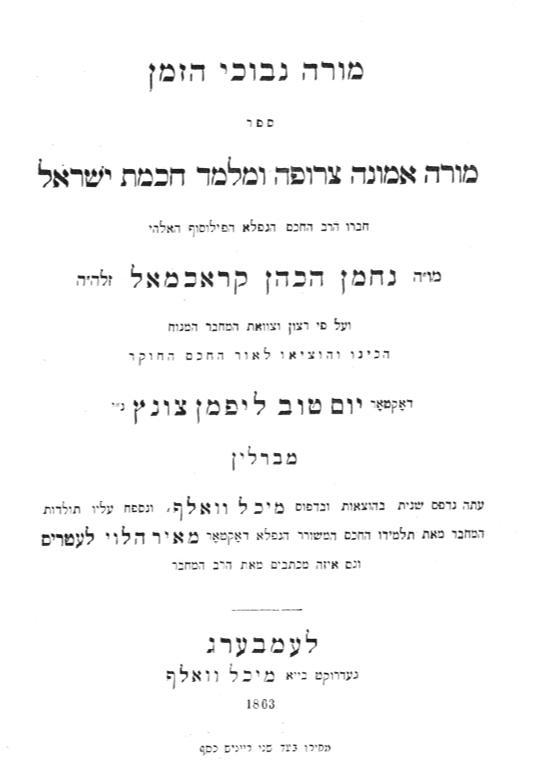

Nachman Krochmal (akronim RANAK) (ur. 17 lutego 1785 w Brodach, zm. 31 lipca 1840 w Tarnopolu) – filozof, historyk, jeden z twórców judaistyki, czołowy przedstawiciel haskali w Europie wschodniej i Judische Wissenschaft Science of Judaism.

## Życiorys
Krochmal urodził się w Brodach, odebrał tradycyjne wykształcenie religijne. Jako 14-latek ożenił się z córką zamożnego kupca Habermanna i zamieszkał w domu swego teścia w Żółkwi. Tam poświęcił się studiom nad tekstami filozoficznymi, zwłaszcza Mojżesza Majmonidesa. Początkowo były to teksty hebrajskie, a po opanowaniu języków obcych Krochmal zaczął zgłębiać teksty filozoficzne po niemiecku (Immanuel Kant i in.), po francusku, po łacinie i arabsku. Krochmal był całkowicie samoukiem i często żałował, że nigdy nie miał możliwości studiowania na uniwersytecie. Chociaż unikał aktywności społecznej, cieszył się wielkim autorytetem wśród zwolenników, wywierając wielki wpływ na ich poglądy, zwłaszcza na negatywny stosunek do chasydyzmu. W 1808 roku przemęczony z przepracowania udał się do Lwowa na leczenie. Został tam nauczycielem Salomona Loeba Rapoporta.
Po powrocie do Żółkwi, po częściowym wyzdrowieniu, ponownie zajął się filozofią, czytając Kanta, Johanna Gottlieba Fichtego i Friedricha Wilhelma Josepha von Schellinga, a następnie Georga Wilhelma Friedricha Hegla, którego system przede wszystkim go pociągał i wywarł wielki na niego wpływ. Oprócz Rapoporta, który często odwiedzał go w Żółkwi, zgromadził wokół siebie grupę młodych uczniów.
W 1814 roku, po śmierci rodziców żony, został zmuszony do zarabiania na życie i został kupcem. Po śmierci żony w 1836 roku Krochmal wrócił do Brodów, gdzie utrzymywał się z buchalterii. Następnie w 1838 roku zamieszkał w Tarnopolu u córki. Zgromadził szeroką wiedzę z różnych dziedzin, szczególnie historii i filozofii, przygotowując się do realizacji głównego zadania swojego życia – stworzenia systemu filozoficznego, przedstawiającego judaizm w jego przejawach duchowo-historycznych. Utrzymywał ścisłe związki z założycielami Wissenschaft des Judenthums, ale w odróżnieniu od nich pisał nie po niemiecku, a w języku hebrajskim, wzbogacając go w szereg terminów naukowych, czym wniósł ważny wkład w rozwój literatury w tym języku. Z powodu złego stanu zdrowia odrzucił propozycję objęcia stanowiska rabina w Berlinie. Najbardziej znanym dziełem Krochmala było More newuche ha-zman (Przewodnik dla błądzących doby współczesnej). Niedokończony rękopis zredagował Leopold Zunz i wydał w 1851 roku. Tytuł nawiązywał do dzieła Mojżesza Majmonidesa (1135–1204). Autor – wykorzystując dorobek myśli żydowskiej oraz myślicieli nieżydowskich – zawarł w nim krytyczną analizę ewolucji judaizmu w przeszłości oraz współczesnej sytuacji społeczeństwa żydowskiego, postulując odrzucenie błędnych koncepcji oraz modernizację.
Krochmal był znakomitym mówcą i niezwykle uważnym uczniem. Przez długi czas nie dało się go skłonić do opublikowania jakichkolwiek wyników swoich badań, na skutek oszczerstw rzucanych na niego z powodu przyjaznej korespondencji z hakhamem sąsiedniej karaimskiej społeczności Kokusowa. Krochmal bronił się w okólniku przed tymi oskarżeniami.
Nie był płodnym pisarzem. Oprócz niektórych esejów hebrajskich w czasopismach (Sulamith, 1818; Ha-Ẓefirah, Żółkiew, 1824; i Kerem Ḥemed, t. IV, v.), napisał tylko jedną hebrajską książkę, a mianowicie Moreh Nebuke ha-Zeman (Lwów, 1851), pod redakcją, zgodnie z testamentem autora, Leopolda Zunza, którego podziwiał jako wielkiego uczonego, choć nigdy go nie spotkał. Inne wydania ukazały się we Lwowie w 1863 i Warszawie w 1898.
Moreh Nebukhe ha-Zeman (Przewodnik dla błądzących doby współczesnej) jest podzielony na siedemnaście rozdziałów, z których sześć pierwszych dotyczy ogólnie religii.
Krochmal wprowadził idee, które później stały się dominujące wśród żydowskich uczonych. Jego nacisk na realia historyczne narodu żydowskiego wpłynął na późniejszą myśl syjonistyczną. Koncepcja, że misją żydowską było szerzenie wiedzy o Duchu Absolutnym poprzez działania narodu żydowskiego w toku trwającego procesu historycznego, stała się centralnym tematem późniejszych żydowskich reformistów.
Jego synem jest Abraham Krochmal.